# Pągów (Opole)
Pour les articles homonymes, voir Pągów.
Pągów est une localité polonaise de la gmina de Wilków, située dans le powiat de Namysłów en voïvodie d'Opole.

## Histoire
De 1742 à 1945, Pangau fait partie de l'arrondissement d'Œls, dans le district de Breslau au sein de la province de Silésie.